# Operation Flashpoint: Cold War Crisis
Operation Flashpoint: Cold War Crisis (скраћено OFP) је тактичка пуцачина и војна симулација која се одвија на групи фикционих острва 1985. године. Битка се одвија између три стране, САД, Совјетског Савеза, и побуњеника као треће игриве стране. Такође, изашле су и две експанзије Operation Flashpoint: Red Hammer и Operation Flashpoint: Resistance. Године 2005. изашла је и верзија за Xbox под називом Operation Flashpoint:Еlite. Наставак под називом ArmA: Armed Assault је изашао 2006. године и ArmA 2 2009, које је издала Бохемиа интерактив. Кодмејстрсов наставак ове серије игара Operation Flashpoint: Dragon Rising се појавио 2009, а игра Operation Flashpoint: Red River 2011.

## Гејмплеј
Ова игра је тактичка пуцачина у којој исход битке зависи од играчевих поступака. Играч може у бици наступати сам или са до 11 АИ играча у свом тиму. Такође у игри је заступљен поглед из првог и трећег лица. Играч је такође опремљен мапом, компасом и сатом. У игри су заступљена многа возила (аутомобили, авиони, тенкови, камиони, чамци..) као и разне врсте оружја (пиштољи, аутоматске пушке, митраљези, снајпери, противтенковска оружја, ручне бомбе...).
Такође у игри је заступљена кампања која чини причу из угла више војника кроз двадесетак мисија и петнаестак мисија које нису директно везане за причу. Игра такође поседује едитор мисија у коме је могуће правити мисије или уређивати већ постојеће. Игра поседује и мод за више играча ца више модова игре.

## Мапа
Игра је смештена на четири замишљена острва, која су базирана на стварним острвима: Еверон (Крк), Малден (Левкас), Колгујев (Тенерифе), и Пустињцко острво (Танерифе). У експанзији Operation Flashpoint:Resistance појавило се и ново острво под називом Ногова. Насеобине на прва три острва имају француска имена, а на Ногови чешка, док Пустињско острво нема насеобина.